# Archibald James Halkett Cassels
Sir Archibald James Halkett Cassels, britanski feldmaršal, * 28. februar 1907, Quetta, Britanska Indija (danes Pakistan), † 13. december 1996, Bury St Edmunds, Suffolk, Anglija.